# 張貞弼
張貞弼，(?-?)，朝鮮後三國時代豪族，朝鮮安東張氏始祖。
張貞弼先祖乃中國人，新羅末期移住朝鮮半島，他曾隨高麗太祖征伐後百濟的甄萱，因功績與金宣平、權幸共舉為三太師。